# Фридрих Казимир Цешинский
Фридрих Казимир Цешинский, также известен как Фридрих Казимир Фриштатский (пол. Fryderyk Kazimierz cieszyński, 1541/1542 — 4 мая 1571) — силезский принц, старший сын князя Вацлава III Адама Цешинского от первого брака с Марией из Пернштейна (1524—1566). Представитель цешинcкой линии династии Силезских Пястов.

## Биография
О ранних годах жизни Фридриха Казимира мало что известно. В 1560 году Фридрих Казимир от своего отца Вацлава III Адама Цешинского получил во владение города Фриштат и Скочув, а в 1565 году — Бельско-Бялу.
В течение почти всей своей жизни Фридрих Казимир был единственным наследником Цешинcкого княжества. Это положение изменилось в апреле 1570 году, когда вторая жена его отца, Сидония Екатерина Саксен-Лауэнбургская, родила первого сына Христиана Августа. Преждевременная смерть сводного брата в феврале 1571 года вернула Фридриха Казимира в степень единственного наследника Цешинского княжества.
Не имея высокий доход, князь Фридрих Казимир вел роскошный образ жизни. За короткий срок правления о привел свои небольшие владения к банкротству. Общая сумма его долгов, после пересмотра специального имперского комитета, составила астрономическую сумму в размере 244 000 талеров.
Принц Фридрих Казимир Цешинский скончался 4 мая 1571 года, еще при жизни отца, и был похоронен в имении своей матери Пардубице. После смерти старшего сына князь Вацлав III Адам вынужден был продать его владения, чтобы расплатиться по долгам покойного. В 1592 году князь Адам Вацлав Цешинский (сводный брат Фридриха Казимира) смог вернуть в состав Цешинского княжества только Скочув, а города Фриштат и Бельско-Бяла остались в собственности местных магнатов.

## Семья
28 декабря 1563 года князь Фридрих Казимир Цешинский женился на Екатерине Легницкой (7 февраля 1542 — 3 сентября 1569), второй дочери Фридриха III, князя Легницкого (1520—1570), и Екатерины Мекленбург-Шверинской (1518—1581). Дети:
- Катарина (6 августа 1565—1571).